# Vinayapitaka
Der Vinayapitaka, auch Vinaya Pitaka, (Pali und Sanskrit, wörtlich Korb der Disziplin) ist eine Sammlung von buddhistischen Ordensregeln. Er bildet die erste Abteilung („Korb der Ordensregeln“) des Pali-Kanon (Pitaka, „Dreikorb“). Er ist die Grundlage für das buddhistische Mönchtum. Er enthält Regeln für den Tagesablauf der Mönche (Bhikkhu) und Nonnen (Bhikkhuni), sowie Regeln für Umgangsformen, die ein harmonisches Zusammenleben sowohl im Kloster selbst, als auch zwischen Kloster- und Laiengemeinschaft gewährleisten sollen.

## Indische Tradition
Es gibt verschiedene Überlieferungen des Vinaya, davon eine in der Pali- und sechs in der Sanskrit-Sprache.
Der Korb der Ordensregeln wird in fünf „Bücher“ eingeteilt:
- I. Suttavibhanga, das eigentliche monastische Regelwerk. Hier sind die Hintergründe enthalten, die zur Entstehung der 227 buddhistischen Mönchs- und der 311 Nonnenregeln führten. Sie regeln alle Bereiche des Lebens der Ordinierten. Das Patimokkha ist ein Extrakt, eine Art „Beichtformular“ aus den beiden jeweiligen Vibhangas und dennoch kein offizieller Bestandteil des Vinaya-Pitaka. Die heute allgemein akzeptierte Anordnung der Bücher trennt nicht zwischen Bhikkhu- und Bhikkhuni-Vibhanga (Mönchs- bzw. Nonnen-Vorschriften), sondern im Bhikkhu-Vibhanga nach den Nissaggiya-Pacittiya-Vorschriften, d. h. Buch I = Parajika („Ausschlussvergehen“), Buch II = Pacittiya („Abbitte“), Buch III = Mahavagga („Die große Gruppe“), Buch IV = Cullavagga („Die kleine Gruppe“) und Buch V = Parivara (wörtlich „Begleitung“, „Gefolge“). Die bisher einzige vollständige deutsche Übersetzung hingegen folgt der logischen Anordnung, stellt Mahavagga, dann Cullavagga an den Anfang, trennt Bhikkhu- und Bhikkhuni-Vibhanga und fügt dann Parivara hinzu.
- II. Khandakas oder „Gruppen“. Hier findet der Historiker die meisten Informationen bezüglich der Entstehung des Mönchs- als auch des Nonnenordens und der damaligen gesellschaftlichen Verhältnisse. Die Gruppen werden wiederum unterteilt in:
  - Mahavagga, die „Große Gruppe“, die in 10 Abschnitte untergliedert wird, beginnend mit einem Bericht von der sogenannten „Erleuchtung“ zum Buddha, den ersten Anhängern, die Gründung des Mönchsordens bis hin zum Erlass der meisten der Vorschriften.
  - Cullavagga, die „Kleine(re) Gruppe“, gliedert sich in 12 Abschnitte, wovon nur die ersten zehn als „ursprüngliche Texte“ anzusehen sind. Die ersten vier Abschnitte enthalten Kategorien der Vergehen, Abschnitt V handelt mehr von organisatorischen und alltäglichen Dingen, Abschnitt VI behandelt Fragen zur Unterkunft, Abschnitt VII beschreibt die erste Spaltung des Ordens, Abschnitt VIII benennt die Pflichten der Ordinierten, im Abschnitt IX wird eine Besonderheit zur Rezitation des Patimokkha behandelt und Abschnitt 10 enthält die Gründung des Nonnenordens. Die Abschnitte 11 und 12 beschreiben die beiden ersten Konzile, wobei hier nur das erste Konzil als ein solches anzusehen ist, da nur auf diesem der gesamte, bis dahin zusammengestellte Kanon rezitiert wurde.
- III. Parivara, „Das Rahmenwerk“ ist eine Art Zusammenfassung, die deutlich jüngeren Ursprunges ist. Es enthält vier Abschnitte, in denen Begriffe aus dem Regelwerk nach verschiedenen Schemata ähnlich dem Abhidhamma aufgelistet werden, wobei manches davon in (achtsilbige) Verse gesetzt ist. In Abschnitt I werden die Vorschriften der Mönche und in Abschnitt II die der Nonnen behandelt. Abschnitt III befasst sich mit den Hintergründen von Vergehen und in Abschnitt IV findet man in Wiederholungen verschiedene Anordnungen und Zählweisen von Vergehen sowie deren Ursachen.

Vollständig ist nur die Version des Pali-Kanon, jedoch gibt es eine reiche Kommentarliteratur zu den ins Chinesische übertragenen Versionen. Mittlerweile sind alle fünf Bücher des Vinaya von Santuttho Bhikkhu vollständig ins Deutsche übersetzt worden: Vinaya – Gesamtausgabe in sechs Bänden, 2017 im Eigenverlag, ISBN 978-3-00-056266-2). Eine Übersetzung des Patimokkha ins Deutsche wurde von Nyanadassana Thera in Sri Lanka angefertigt und erschien 2008 im Verlag Beyerlein/Steinschulte in Zusammenarbeit mit dem Dhamma-Dana-Projekt der Buddhistischen Gesellschaft München. In Band VI der Vinaya-Gesamtausgabe sind beide Patimokkha, d. h. das der Mönche und das der Nonnen in vollständiger Übersetzung enthalten.

## Theravada
Buddhistische Ordinierte der Theravada-Tradition, also in Sri Lanka, Burma, Thailand, Laos und Kambodscha, haben ein Regelwerk mit 227 Vorschriften für Mönche und 311 für Nonnen (siehe oben).

## Sino-japanische Tradition
Das eigentliche mönchische Regelwerk (Patimokkha) weicht nur geringfügig von der indischen Tradition ab. Für Mönche gelten 250 Regeln, für Nonnen 348.
Der erste Abschnitt pārājika (chinesisch 波羅夷) enthält die Verstöße, die zum Ausschluss aus der Mönchsgemeinschaft führen. Im Mahāyāna sind es zehn.
Prāyaścitta (墮) sind die 90 Verstöße, die Buße erfordern. Im Kapitel pratideśanīya (chinesisch 波羅提舍尼, auch 波羅提提舍尼) sind die entsprechenden Beichtvorschriften zusammengefasst.
Saptaādhikaraṇa-śamatha (七滅諍法) heißen die sieben Vorschriften, die Unstimmigkeiten von Mönchen untereinander regeln.
Vollständig ist nur die Version des Pali-Kanon, jedoch gibt es eine reiche Kommentarliteratur zu den ins Chinesische übertragenen Versionen.

### Chinesische Übersetzungen
1. Aus dem Jahre 404 von Puṇyatara (弗若多羅; jp.: Futsu'nyantara); Mönch aus Kubha (chinesisch 罽賓國; Kabul), zusammen mit Kumārajīva. Bekannt als das Sarvāstivāda-vinaya (十誦律; jp.: Jūju Ritsu), ist die Version der (Hinayana) Saravāstivāda-Schule [T. XXIII, S 1-449].
2. 416–418: durch Buddhabhadra (佛陀跋陀羅; 359-429; jp.: Butsudabatsudara) mit Fa-Hsiën (jp.: Hokken), der 399 nach Indien aufgebrochen war, um das ursprüngliche Vinaya nach China zu holen. Bekannt als das Mahāsānghika Vinaya (摩訶僧衹律; Makasōgi Ritsu) in 40 Faszikeln.
3. Durch Buddhajīva (佛陀什; 覺壽; † ca. 423; jp.: Butsudajū) schuf das Mahīśāsaka Vinaya (五分律; jp.: Gobun Ritsu, in 30 Faszikeln).
4. Das von Jinamitra’s von Nalanda um 630 verfasste Sarvāstivōdavinaya-saṇgrāha, übersetzt um 700.

In Japan bildete sich eine eigene Vinaya-Schule, die Risshū.
Der Taishō-Kanon, dessen Fundstellen oben gegeben werden, enthält u. a. noch Vinaya-kyō [T. XXIV, 893] und Ris-shu-kō-yo [T. Nr. 2348]. (Taishō = T. bezeichnet den gleichnamigen sino-japanischen Kanon-Katalog, NJ das ältere Verzeichnis Nanjio’s.)

## Tibeto-mongolische Tradition
Diese Tradition folgt dem Mūlasarvāstivāda-Vinaya mit 253 Regeln für Mönche und 364 für Nonnen.